# Melbourne City Football Club
El Melbourne City Football Club es un club de fútbol profesional australiano con sede en Melbourne, Victoria. El equipo juega en la principal competición del país, la A-League, bajo licencia de la Federación de Fútbol de Australia.
Fundado en 2009 como Melbourne Heart, el club compitió bajo ese nombre desde su temporada inaugural 2010-11 hasta que fue adquirido y posteriormente renombrado a mediados de 2014 por City Football Group —propietarios del Manchester City o New York City, de los que debe sus colores azul celeste y blanco—, en asociación con Holding M.S. Australia. En agosto de 2015, City Football Group compró el holding M.S. Consorcio de Australia para adquirir el 100% de la propiedad del club.
El club se ejecuta desde la City Football Academy, una instalación con sede en la Universidad La Trobe de Melbourne. El club juega sus partidos como local en el Melbourne Rectangular Stadium, conocido comercialmente como AAMI Park, un estadio de usos múltiples con 30.050 asientos en el centro de la ciudad de Melbourne. El club también tiene un equipo juvenil afiliado que compite en la Liga Nacional Juvenil, un equipo de NPL que compite en las Grandes Ligas Nacionales y un equipo femenino de alto rango que compite en la A-League Women.

## Historia

### Melbourne Heart (2009-2014)
La fundación del Melbourne City está relacionada con el éxito comercial del otro equipo de la ciudad, el Melbourne Victory. Las buenas cifras de asistencia al campo en la segunda temporada de la A-League, máxima categoría profesional, llevó a la Federación de Fútbol de Australia (FFA) a proponer un rival en la misma localidad. Sin embargo, los ocho equipos fundadores del torneo tenían un acuerdo de exclusividad por cinco años en las localías, por lo que no pudo ponerse en marcha hasta la temporada 2009-10.
En febrero de 2007, el estado de Victoria confirmó que quería un segundo club profesional de fútbol y anunció la construcción de un recinto multiusos, el Estadio Rectangular de Melbourne. Tras la presentación de candidaturas a la franquicia, la FFA anunció que la elegida era una oferta encabezada por el inversor local Peter Sidwell, bajo la denominación Melbourne Heart. Esta opción se impuso a otras dos aspirantes: un grupo de inversión local llamado Southern Cross FC, con apoyo de la Federación de Victoria, y una propuesta de Colin DeLutis, exvicepresidente del Carlton Football Club de fútbol australiano, bajo el nombre de Melbourne City.
El presidente de la FFA, Ben Buckley, reveló un plan de expansión en la A-League de 12 participantes, con la creación de franquicias en dos zonas sin equipo (Perú y North Queensland Fury) y el nacimiento de segundos clubes en Melbourne y Sídney, las localidades más pobladas. El debut del Melbourne Heart fue confirmado a partir de la temporada 2010-11.
El equipo se reforzó con estrellas nacionales como Josip Skoko, John Aloisi y Simon Colosimo. Meses después presentó el escudo e identidad corporativa del club, confirmó un acuerdo de patrocinio con la institución financiera Westpac y anunció a John van 't Schip como entrenador. Si bien en el primer año tuvo un resultado discreto, en el segundo finalizó sexto y clasificado para el play-off por el título, aunque cayó en primera ronda ante Perth Glory. En la temporada 2012-13 John Aloisi tomó las riendas del banquillo y contrató a los internacionales australianos Harry Kewell y Patrick Kisnorbo como capitanes. No obstante, van 't Schip regresó a mitad del curso.

### Melbourne City
El 23 de enero de 2014 se confirmó que el club inglés Manchester City, en colaboración con la franquicia de rugby Melbourne Storm, se había hecho con el control de la entidad por 12 millones de dólares australianos a través su empresa City Football Group. Una semana antes registró la marca Melbourne City Football Club, que se convirtió en el nombre oficial a partir de la temporada 2014-15. Además se presentó un nuevo escudo y el color social pasó a ser el blanco y azul claro.
El plan de Ferran Soriano, CEO del club inglés, para la franquicia de Melbourne consistía en desarrollar el fútbol en Australia, convertirle en una potencia nacional y crear sinergías tanto con el Manchester City como con el New York City F. C. de la Major League Soccer. El delantero español David Villa llegó cedido por el New York City F. C. para jugar dos meses antes de irse a Estados Unidos. Cuando dejó la entidad, fue reemplazado por el australiano Joshua Kennedy.

## Escudo y uniforme
El escudo del Melbourne City es redondo y refleja dos elementos: la bandera de Melbourne, con un diseño estilizado y reflejo de la identidad local, rodeada por un círculo azul que representa al propietario Manchester City. El anterior nombre fue Melbourne Heart (corazón) y se eligió porque la propuesta preferida por los fundadores, Melbourne F. C., era exclusiva del primer equipo de fútbol australiano de la historia, Melbourne Football Club.
El uniforme titular consta de una camiseta blanca con detalles azul cielo, pantalones y medias blancas. Al principio el Manchester City quiso imponer el azul claro del equipo inglés, pero la Federación Australiana recibió una queja del Sydney Football Club, que viste de forma similar. Finalmente se optó por el blanco como primer color. El antiguo Melbourne Heart jugaba con una camiseta roja y blanca a rayas verticales, pantalón y medias rojas. Debido a las quejas de los aficionados por el cambio de colores, la directiva del Melbourne City mantuvo la vestimenta original como kit alternativo.

## Evolución del uniforme
| Melbourne Heart | Melbourne City |

## Estadio

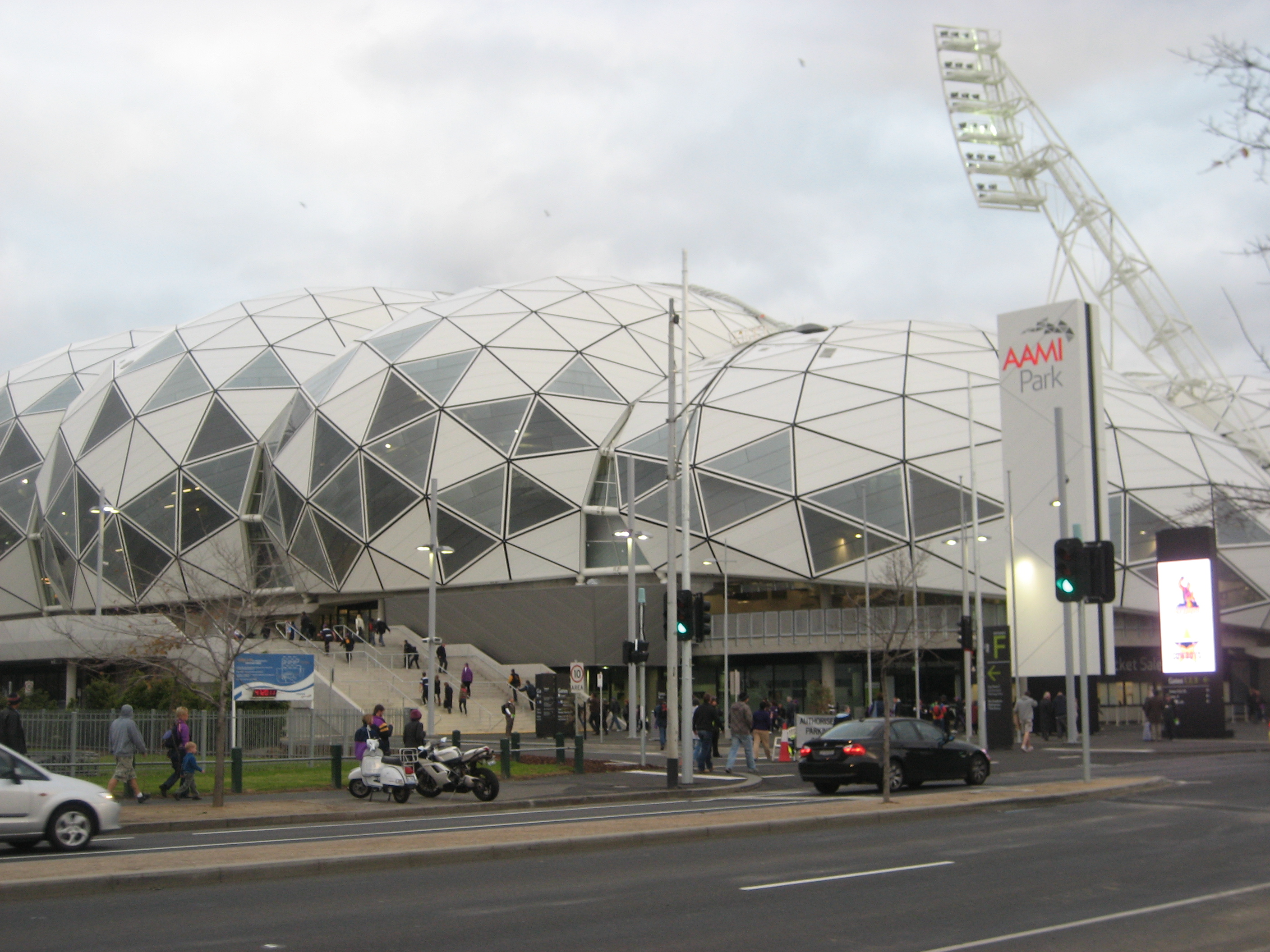
Estadio Rectangular de Melbourne.

El Melbourne City F. C. juega como local en el Estadio Rectangular de Melbourne (Melbourne Rectangular Stadium), conocido por razones de patrocinio como "AAMI Park". Se trata de un recinto multiusos, con aforo para 30.050 espectadores y césped natural, inaugurado el 7 de mayo de 2010. Comparte la cancha con su rival en la A-League, el Melbourne Victory. Además, es el campo del Melbourne Storm (un equipo de rugby a 13) y del Melbourne Rebels (un equipo de rugby, que participa en el Súper Rugby).
La mayor asistencia promedio en la temporada de Melbourne City fue de 11.047 espectadores y se logró en la temporada 2015-16, mientras que la mayor asistencia jamás registrada para un solo partido en casa fue de 26.457, contra el Melbourne Victory, en la ronda 12 de la temporada 2012-13 de la A-League. En las ocasiones en que se requiere un mayor aforo se ha utilizado el Estadio Docklands, con capacidad para 53.000 espectadores.
El campo fue elegido sede oficial de la Copa Asiática 2015 que se celebró en Australia entre el 9 y el 31 de enero del 2015.

## Derbi de Melbourne
Melbourne City disputa el llamado «Derbi de Melbourne» (en inglés, Melbourne Derby) ante el Melbourne Victory. El duelo existe desde la temporada 2010-11 y es el primero entre dos clubes de la misma ciudad que se celebra en la A-League. Ambos equipos comparten el mismo estadio y la creación de la segunda franquicia de Melbourne surgió a raíz del éxito que tuvo la primera.
El primer juego se disputó el 8 de octubre de 2010 y se saldó con una victoria del City (entonces Heart) por 2:1.

## Jugadores

### Jugadores destacados
Harry Kewell
Tim Cahill
David Villa
Anthony Cáceres

## Entrenadores
| País         | Nombre            | Desde                   | Hasta                   | Títulos       |
| ------------ | ----------------- | ----------------------- | ----------------------- | ------------- |
| Países Bajos | John van 't Schip | 13 de octubre de 2009   | 5 de abril de 2012      |               |
| Australia    | John Aloisi       | 8 de mayo de 2012       | 29 de diciembre de 2013 |               |
| Países Bajos | John van 't Schip | 30 de diciembre de 2013 | 5 de enero de 2017      | FFA Cup 2016  |
| Australia    | Michael Valkanis  | 5 de enero de 2017      | 19 de junio de 2017     |               |
| Inglaterra   | Warren Joyce      | 19 de junio de 2017     | 1 de junio de 2019      |               |
| Francia      | Erick Mombaerts   | 1 de junio de 2019      | 3 de septiembre de 2020 |               |
| Australia    | Patrick Kisnorbo  | 3 de septiembre de 2020 | 23 de noviembre de 2022 | A-League 2021 |
| Australia    | Rado Vidošić      | 23 de noviembre de 2022 | 1 de noviembre de 2023  |               |
| Australia    | Aurelio Vidmar    | 1 de noviembre de 2023  | Presente                | A-League 2025 |

## Palmarés
- A-League (2): A-League 2020-21, A-League 2024-25

- FFA Cup (1): 2016

## Participación en competiciones de la AFC
| Temporada | Torneo               | Ronda          | Club                  | Casa | Visita | Global/Posición |
| --------- | -------------------- | -------------- | --------------------- | ---- | ------ | --------------- |
| 2022      | AFC Champions League | Fase de grupos | BG Pathum United      | 0–0  | 1–1    | 2° Lugar        |
| 2022      | AFC Champions League | Fase de grupos | United City           | 3–0  | 3–0    | 2° Lugar        |
| 2022      | AFC Champions League | Fase de grupos | Jeonnam Dragons       | 2–1  | 1–1    | 2° Lugar        |
| 2023-24   | AFC Champions League | Fase de grupos | Ventforet Kofu        | 0–0  | 3–3    | 2° Lugar        |
| 2023-24   | AFC Champions League | Fase de grupos | Zhejiang Professional | 1–1  | 2–1    | 2° Lugar        |
| 2023-24   | AFC Champions League | Fase de grupos | Buriram United        | 0–1  | 2–0    | 2° Lugar        |